# Danilewskoje
Danilewskoje (russisch Данилевское, deutsch Laukehlischken, 1928 bis 1947 Cäsarsruhe, mit Trakinnen, litauisch Laukeliškiai) ist ein verlassener Ort im Rajon Krasnosnamensk der russischen Oblast Kaliningrad.
Die Ortsstelle befindet sich beiderseits der Inster (ru. Instrutsch) etwa sieben Kilometer südwestlich der Rajonstadt Krasnosnamensk (Lasdehnen/Haselberg) und etwa drei Kilometer südlich von Belkino (Groß Wersmeningken/Langenfelde), von wo aus sie über eine Nebenstraße zu erreichen ist.

## Geschichte

### Laukehlischken (Cäsarsruhe)

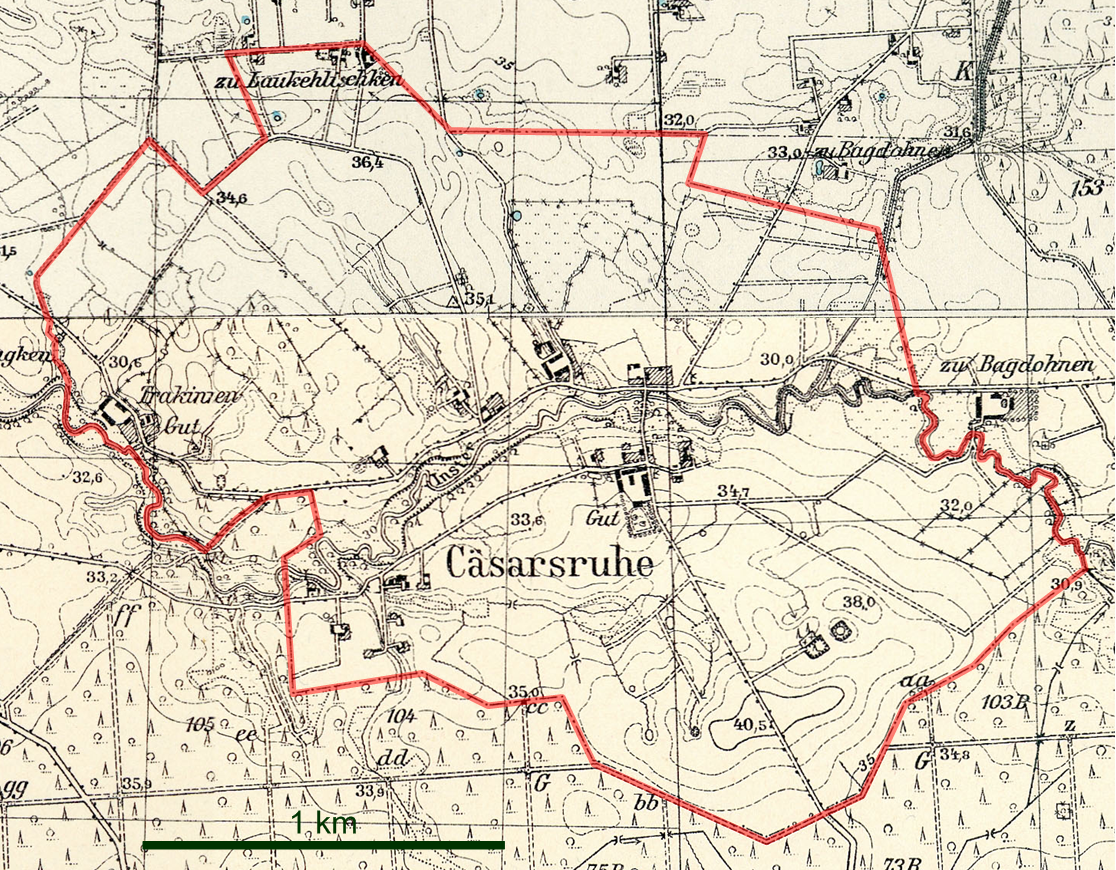
Die Landgemeinde Cäsarsruhe auf zwei Messtischblättern von 1927 und 1937

Lauke(h)lischken war im 18. Jahrhundert ein königliches Bauerndorf.
In der ersten Hälfte des 19. Jahrhunderts wurde Laukehlischken Sitz einer Unterförsterei. Die Försterei Laukehlischken wurde später weiter in den Schorellener Forst hineinverlegt (54° 52′ 36″ N, 22° 25′ 26″ O) und gehörte seit 1929 zur Landgemeinde Groß Schollen, ab 1938 unter dem Namen Försterei Adlerwinkel.
Die Landgemeinde Laukehlischken wurde im Jahr 1874 dem neu gebildeten Amtsbezirk Löbegallen im Kreis Pillkallen zugeordnet. 1928 wurde die Landgemeinde Laukehlischken in Cäsarsruhe umbenannt und der Gutsbezirk Trakinnen (s. u.) angeschlossen. 1929 wurde noch ein Waldarbeitergehöft angeschlossen. Der Ortsteilname Trakinnen wurde seit 1938 offiziell nicht mehr verwendet.
1945 kam der Ort in Folge des Zweiten Weltkrieges mit dem nördlichen Ostpreußen zur Sowjetunion.

### Einwohnerentwicklung
| Jahr | Einwohner | Bemerkungen                                                   |
| ---- | --------- | ------------------------------------------------------------- |
| 1867 | 136       |                                                               |
| 1871 | 122       | In der Försterei zusätzlich 7                                 |
| 1885 | 177       | In der Försterei zusätzlich 13                                |
| 1905 | 147       | In der Försterei, einschließlich Forstaufsicht, zusätzlich 17 |
| 1910 | 128       |                                                               |
| 1933 | 144       | Einschließlich Trakinnen und Waldarbeitergehöft               |
| 1939 | 137       | Einschließlich Trakinnen und Waldarbeitergehöft               |

### Trakinnen
54° 53′ 48″ N, 22° 24′ 52″ O
Tra(c)kinnen war im 18. Jahrhundert ein Schatullgut. 1874 wurde der Gutsbezirk Trakinnen in den Amtsbezirk Löbegallen eingegliedert. 1928 wurde der Gutsbezirk Trakinnen in die Landgemeinde Laukehlischken (s. o.) eingemeindet.

#### Einwohnerentwicklung
| Jahr | Einwohner |
| ---- | --------- |
| 1867 | 20        |
| 1871 | 21        |
| 1885 | 16        |
| 1905 | 14        |
| 1910 | 15        |
| 1925 | 24        |

### Danilewskoje
Im Jahr 1947 erhielt der Ort Cäsarsruhe den russischen Namen Danilewskoje und wurde gleichzeitig dem Dorfsowjet Tolstowski selski Sowet im Rajon Krasnosnamensk zugeordnet. Auch das ehemalige Trakinnen wurde zu Danilewskoje gezählt. 1965 gelangte der Ort in den Chlebnikowski selski Sowet. Danilewskoje wurde vor 1988 aus dem Ortsregister gestrichen.

## Kirche
Cäsarsruhe, wie vorher auch Laukehlischken und Trakinnen, gehörte zum evangelischen Kirchspiel Lasdehnen.